# Горайзон-Сіті (Техас)
Горайзон-Сіті (англ. Horizon City) — місто (англ. city) в США, в окрузі Ель-Пасо штату Техас. Населення — 22 489 осіб (2020).

## Географія
Горайзон-Сіті розташований за координатами 31°40′47″ пн. ш. 106°11′28″ зх. д. / 31.67972° пн. ш. 106.19111° зх. д. (31.679648, -106.191055).  За даними Бюро перепису населення США в 2010 році місто мало площу 22,57 км², з яких 22,56 км² — суходіл та 0,01 км² — водойми.

## Демографія
Згідно з переписом 2010 року, у місті мешкало 16 735 осіб у 4733 домогосподарствах у складі 4081 родини. Густота населення становила 742 особи/км².  Було 5082 помешкання (225/км²).
Расовий склад населення:
| - 81,3 % — білих - 2,3 % — чорних або афроамериканців - 0,6 % — корінних американців - 0,5 % — азіатів - 0,1 % — вихідців з тихоокеанських островів - 12,7 % — осіб інших рас |

До двох чи більше рас належало 2,5 %. Частка іспаномовних становила 85,9 % від усіх жителів.
За віковим діапазоном населення розподілялося таким чином: 38,2 % — особи молодші 18 років, 57,3 % — особи у віці 18—64 років, 4,5 % — особи у віці 65 років та старші. Медіана віку мешканця становила 26,6 року. На 100 осіб жіночої статі у місті припадало 94,6 чоловіків;  на 100 жінок у віці від 18 років та старших — 89,2 чоловіків також старших 18 років.
Середній дохід на одне домашнє господарство  становив 65 435 доларів США (медіана — 56 911), а середній дохід на одну сім'ю — 66 203 долари (медіана — 59 541). Медіана доходів становила 40 294 долари для чоловіків та 34 736 доларів для жінок. За межею бідності перебувало 17,4 % осіб, у тому числі 22,6 % дітей у віці до 18 років та 5,3 % осіб у віці 65 років та старших.
Цивільне працевлаштоване населення становило 6995 осіб. Основні галузі зайнятості: освіта, охорона здоров'я та соціальна допомога — 28,8 %, транспорт — 9,9 %, будівництво — 9,5 %, роздрібна торгівля — 9,2 %.